# Stenløse kommun
Stenløse kommun (danska: Stenløse Kommune) var en kommun i Frederiksborg amt i östra Danmark. Kommunen hade en yta på 65,34 km² och hade 13 470 invånare 2006. Den tidigare tätorten Stenløse var centralort.
2007 slogs kommunen samman med kommunerna Ølstykke och Ledøje-Smørum till den då nybildade Egedals kommun i Region Hovedstaden. Den nya kommunen har en yta på 125,79 km².